# Jon Hopkins
Jonathan Julian Hopkins (Londra, 15 agosto 1979) è un musicista e compositore britannico.
Principalmente attivo nell'ambito della musica elettronica, Hopkins ha iniziato la carriera suonando la tastiera per Imogen Heap. Ha anche collaborato nella produzione di dischi di Brian Eno e dei Coldplay.
Musicalmente, Hopkins integra nei suoi brani l'utilizzo del pianoforte (che ha studiato sin da quando era un bambino) con il sintetizzatore, creando una musica che alterna sequenze molto melodiche a parti nettamente più esplosive, con brani potenti e atmosferici, inserendo suoni propri della musica d'ambiente, che ha sperimentato sin dall'inizio della carriera. Nell'album Immunity l'artista inglese ha sperimentato molto anche con la musica techno.

## Biografia
Hopkins iniziò a suonare il pianoforte all'età di cinque anni, mentre a dodici anni entrò al Royal College of Music di Londra.
Nel 1999 si avviò ufficialmente alla carriera musicale firmando un contratto discografico con l'etichetta londinese Just Music ed inizia a registrare il suo album d'esordio, intitolato Opalescent e pubblicato nel 2001.
Nel 2004 pubblicò, sempre per la Just Music, Contact Note, a cui collaborarono Imogen Heap e Lisa Lindley-Jones. Nello stesso anno, attraverso Leo Abrahams (Imogen Heap), venne a contatto con Brian Eno, storico produttore e musicista elettronico. Collabora con Eno nell'album Another Day on Earth. Nel frattempo produce l'album di King Creosote Bombshell e coscrive con David Holmes un brano.
Nel 2007 ha coprodotto il quarto album in studio dei Coldplay Viva la vida or Death and All His Friends, nel quale il brano di Hopkins Light Through the Veins è stato utilizzato come introduzione per il brano d'apertura Life in Technicolor e chiusura per la traccia fantasma The Escapist. Dopo aver partecipato al tour con i Coldplay, il musicista ha firmato un contratto discografico con la Domino Records. Nel 2008 ha collaborato con David Holmes nell'album The Holy Pictures.
Nel maggio 2009, Hopkins ha pubblicato il suo terzo album da solista, intitolato Insides e promosso da un tour a cui hanno partecipato anche The xx, Röyksopp e Four Tet. Nel giugno dello stesso anno si è esibito con Brian Eno ed altri musicisti al teatro dell'Opera di Sydney in un concerto-evento che si è ripetuto l'anno seguente a Brighton. Sempre nel 2009 collabora con i Tunng e con Eno e Leo Abrahams alla colonna sonora del film Amabili resti. L'anno seguente realizza la colonna sonora del film di Gareth Edwards Monsters, a cui ha collaborato il violinista italiano Davide Rossi.
Nel 2010 lavora in studio ancora con Leo Abrahams e Brian Eno realizzando l'album Small Craft on a Milk Sea (Warp Records). Nel 2011 collabora col musicista scozzese King Creosote per Diamond Mine.
Nel marzo 2013 ha annunciato il suo quarto album solista, intitolato Immunity e pubblicato il 3 giugno dalla Domino Records. Anticipato dal singolo Open Eye Signal, il disco ha ottenuto un ampio riscontro da parte del pubblico e della critica specializzata. Nello stesso anno ha composto la colonna sonora del film di Kevin Macdonald Come vivo ora.
Nel 2019 ha collaborato alla realizzazione dell'album D.O.C. di Zucchero Fornaciari.

## Discografia

### Album in studio
- 2001 – Opalescent
- 2004 – Contact Note
- 2009 – Insides
- 2010 – Small Craft on a Milk Sea (con Brian Eno e Leo Abrahams)
- 2011 – Diamond Mine (con King Creosote)
- 2013 – Immunity
- 2018 – Singularity
- 2021 – Music for Psychedelic Therapy
- 2024 - RITUAL

### Raccolte
- 2015 – LateNightTales: Jon Hopkins

### Colonne sonore
- 2010 – Music from the Film "Monsters"
- 2013 – How I Live Now (Motion Picture Soundtrack)